# بئاتریکس لقران
بئاتریکس لقران (انگلیسی: Beatrix Loughran؛ ۳۰ ژوئن ۱۹۰۰ – ۷ دسامبر ۱۹۷۵) اسکیت‌باز نمایشی اهل ایالات متحده آمریکا بود.